# مخاوف بشأن عمر جو بايدن وصحته
يبلغ جو بايدن ( الرئيس السادس والأربعون للولايات المتحدة) 81 عامًا و8 أشهر و8 أيام، وهو أكبر رئيس في تاريخ الولايات المتحدة. وقد أثار الرئيس الجمهوري دونالد ترامب ووسائل الإعلام مخاوف بشأن عمره وحالته الإدراكية أثناء وبعد الانتخابات الرئاسية لعام 2020. وتزايدت هذه المخاوف بعد أداء بايدن الضعيف في المناظرة ضد ترامب في الانتخابات الرئاسية لعام 2024، مما دفع بعض المعلقين والمشرعين الديمقراطيين إلى مطالبته بالانسحاب من السباق الرئاسي لعام 2024. سحب بايدن ترشيحه لاحقًا لكنه صرح بأنه سيستمر في العمل كرئيس حتى نهاية ولايته.

## خلفية
في فبراير 1988، وبعد عدة نوبات من آلام الرقبة الشديدة بشكل متزايد، خضع بايدن لعملية جراحية لتصحيح تسرب تمدد الأوعية الدموية داخل الجمجمة. أثناء تعافيه، عانى من انصمام رئوي، وهو تعقيد خطير. بعد إصلاح تمدد الأوعية الدموية الثاني جراحيًا في مايو، أبعده تعافي بايدن عن مجلس الشيوخ لمدة سبعة أشهر.
في عام 2018، عندما كان بايدن يفكر في الترشح للرئاسة، تشاور مع الأصدقاء والمساعدين والمؤيدين القدامى حول ما إذا كان أكبر من أن يسعى إلى الرئاسة. بحلول عام 2019، نشرت كل من نيويورك تايمز وواشنطن بوست وبوليتيكو وسي إن إن وأتلانتيك وأسوشيتد برس وسلايت ., نيويورك تايمز, وواشنطن بوست, وبوليتيكو, وسي إن إن, وذا أتلانتيك, وأسوشيتد برس, وسلايت مقالات عن عمر بايدن ولياقته للمنصب. في ذلك العام، قبل الانتخابات الرئاسية الأمريكية لعام 2020، استخدم العديد من خصومه الديمقراطيين عمره ضد بايدن، الذي كان يبلغ من العمر 76 عامًا في ذلك الوقت. انتقد أنصار بايدن هذا باعتباره تمييزًا ضد الشيخوخة. وفقًا لـإيه بي سي نيوز، نشر فلاديمير بوتين والحكومة الروسية معلومات مضللة حول الصحة العقلية لبايدن خلال الانتخابات الرئاسية لعام 2020, وحجبت وزارة الأمن الداخلي نشرة تحذر وكالات إنفاذ القانون من هذه الحملة.
وفي خلال هذه السنوات التي تلت الحملة الرئاسية لعام 2020، ادعى ترامب، دون دليل، أن بايدن مصاب بالخرف، واصفا إياه بـ «سليبي جو» في التجمعات. ظلت هذه الزاوية شائعة بين وسائل الإعلام اليمينية. في مناسبتين خلال حملة 2020، أطلق بايدن على نفسه لقب «مرشح الجسر»، مما دفع البعض إلى الاعتقاد بأنه لن يسعى لولاية ثانية. تهدف إدارة بايدن بشكل روتيني إلى تسليط الضوء على عمر الرئيس من خلال السخرية والمزاح حول هذا الموضوع. وقد قوبل هذا النهج بالثناء والسخرية. كما تعرضت إدارة بايدن لانتقادات بسبب مزاعم بقدح الشرارة أو مضايقة الصحفيين الذين طرحوا أسئلة حول صحة بايدن أو عمره.
في عام 2022، وجد استطلاع أجرته كلية سيينا—نيويورك تايمز أن 61٪ من الناخبين الديمقراطيين يريدون شخصًا آخر غير بايدن ليكون المرشح الرئاسي، مشيرًا إلى عمره باعتباره الشاغل الرئيسي. رفض مساعدو بايدن المخاوف المتعلقة بالعمر ووصفوها بأنها هجمات ذات دوافع سياسية من قبل الجمهوريين. جيمس كارفيل، إيزرا كلاين، وذي إيكونوميست دعا بايدن إلى عدم الترشح مرة أخرى في وقت مبكر من عام 2022. وفقًا للفحص جسمي السنوي لبايدن لعام 2023، فهو بصحة جيدة لرجل في مثل سنه. يتناول بايدن دواءً للرجفان الأذيني غير الصمامي (شكل من أشكال عدم انتظام ضربات القلب)، ولديه اعتلال عصبي طرفي حسي خفيف، ولديه مشية قاسية بسبب التهاب المفاصل الشوكي والآثار اللاحقة للإصابة. لم تتم ملاحظة أي علامات على التدهور المعرفي أو الخرف.
وفقًا لاستطلاع عام 2024، فإن عمر بايدن وصحته من الاهتمامات الرئيسية أو المعتدلة لـ 86٪ من الناخبين بشكل عام، ارتفاعًا من 76٪ في وقت سابق من عام 2020. وفقًا لاستطلاع آخر عام 2024، يقول معظم الذين صوتوا لبايدن في عام 2020 إنهم يعتقدون أنه أكبر من أن يكون رئيسًا فعالًا ؛ نيويورك تايمز أشارت إلى أن هذه المخاوف «تشمل الأجيال والجنس والعرق والتعليم». وول ستريت جورنال أفاد أنه منذ عام 2023 أو قبل ذلك، حد فريق بايدن من جدوله الزمني وتفاعلاته الشخصية وظهوره الإعلامي ومقابلاته وتبادلاته غير المسجلة من أجل تقليل المخاوف بشأن عمره وحدته العقلية.

## فبراير 2024
عند الانتهاء من التحقيق في تعامل بايدن مع الوثائق السرية، اقترح المستشار الخاص روبرت هور أن بايدن سيكون قادرًا على تقديم نفسه إلى هيئة محلفين على أنه «رجل مسن ذو ذاكرة ضعيفة» وكتب أن ذاكرته «يبدو أن لديها قيودًا كبيرة». عارض محامو البيت الأبيض هذا التوصيف، ورفض بايدن هذا الادعاء في مؤتمر صحفي متلفز في اليوم الذي صدر فيه تقرير المستشار الخاص ؛ وأشار خلال المؤتمر إلى الرئيس المصري عبد الفتاح السيسي رئيسا للمكسيك.

## يونيو-يوليو 2024

### مناظرة يونيو 2024
في 27 يونيو 2024، شارك بايدن في المناظرة الرئاسية الأولى. عزز الجدل المخاوف بشأن عمر بايدن، حيث بدا بايدن مرتبكًا ومربكًا خلال النصف الأول، مما أعطى إجابات متعرجة للأسئلة، لا سيما فيما يتعلق بالسياسة الصحية. تساءل ريد إبستين، مراسل صحيفة نيويورك تايمز، عما إذا كان الناخبون سيرونه كشخص قادر جسديًا على إدارة البلاد، حتى لو فضلوا سياساته على سياسات ترامب. لم يكن بعض الديمقراطيين متأكدين مما إذا كان ينبغي عليه مواصلة حملته. لاحظ العديد من المسؤولين والقادة الأجانب الذين واجهوا بايدن في الأشهر أو العام الذي سبق المناقشة أنه كان ضعيفًا ومتعبًا ومتعرجًا وأقل وضوحًا في خطابه. في أجزاء كثيرة من أوروبا، أدى ذلك إلى القلق بشأن رئاسة ترامب الثانية. رفض بايدن الخضوع لفحص معرفي مثل التقييم الإدراكي في مونتريال، قائلاً إن لديه «اختبارًا معرفيًا كل يوم» في أداء واجباته الرئاسية. اتضح لاحقًا أن طبيب أعصاب متخصص في مرض باركنسون قد التقى هذا العام بطبيب الرئيس كيفن أوكونور ؛ قال أوكونور والبيت الأبيض إن بايدن لم يعالج من المرض وأن المسؤولين الآخرين يستخدمون أوكونور كطبيب لهم.

### تشخيص COVID-19
في يوليو 17 2024، ثبتت إصابة بايدن بمرض فيروس كورونا. عانى من أعراض خفيفة، بما في ذلك السعال وسيلان الأنف و «الضيق العام». أثارت صوره وهو يبدو هشًا وهو يخرج من طائرة الرئاسة في طريقه إلى العزلة مزيدًا من التكهنات حول صحة بايدن.

### انسحاب
في 21 يوليو 2024، أعلن الرئيس الأمريكي جو بايدن، انسحابه من انتخابات الرئاسة الأمريكية لعام 2024 في بيان على وسائل التواصل الاجتماعي، مؤيدًا ترشح نائبته كامالا هاريس بديلًا له عن الحزب الديمقراطي.
بعد شهور من التكهنات، أعلن بايدن في 25 أبريل 2023 نيته في الترشح لإعادة انتخابه رئيسًا في انتخابات 2024، مع كامالا هاريس مجددًا رفيقةً له في الحملة. بدأت الحملة في نفس اليوم بعد أربع سنوات من انطلاق حملته الرئاسية لعام 2020. في يوم إعلانه، أظهر استطلاع غالوب أن نسبة الموافقة على بايدن كانت 37 بالمئة، حيث ذكر معظم المشاركين في الاستطلاع أن الاقتصاد هو أكبر مصدر قلق لهم. خلال حملته، روج لسياسة اقتصادية تعرف «بايدينوميكس» (أو اقتصاد بايدن) بعد جائحة كوفيد-19. كثيرًا ما كرر نيته «بإنهاء المهمة» كشعار سياسي.
ظهرت مخاوف صحية حول بايدن خلال فترة رئاسته، تركزت أساسًا على عمره وقدرته على أداء فترة رئاسية ثانية. بلغت هذه المخاوف ذروتها في يونيو 2024، بعد مناظرة بين بايدن ومرشح الحزب الجمهوري دونالد ترامب. تعرض بايدن لانتقاد شديد، إذ قال المعلقون إنه كان يفقد تسلسل أفكاره مرارًا ويعطي إجابات متشعبة، وظهر بمظهر مترنح، وتحدث بصوت أجش، وفشل في استذكار الإحصائيات أو التعبير عن رأيه بوضوح في عدة مناسبات. أعلن العديد من كتاب الأعمدة الصحفية أن ترامب كان الفائز، وأظهرت الاستطلاعات أن الغالبية العظمى من الجمهور يعتقدون أن ترامب فاز. بعد إثارة المناظرة تساؤلات حول صحته، واجه بايدن دعوات للانسحاب من السباق من زملائه الديمقراطيين ومن هيئات تحرير العديد من الصحف الكبرى. بحلول 19 يوليو، دعا أكثر من 30 من كبار الديمقراطيين إلى انسحابه.

## أنظر أيضا
- انسحاب جو بايدن من انتخابات الرئاسة الأمريكية لعام 2024